# Jean-Baptiste Pons
Jean-Baptiste Pons est une personnalité politique genevoise d'origine française mort en 1933. Membre du parti socialiste, il a été maire de Genève.

## Biographie
Né français, Jean-Baptiste Pons commence sa carrière politique à Annemasse. Devenu genevois en 1903, il rejoint le parti socialiste et siège au Grand Conseil de 1907 à 1910. Il entre ensuite au Conseil municipal de la ville de Genève. De 1922 à 1931, il est également membre du Conseil administratif, responsable de l’état civil puis des Ecoles. Il préside le Conseil administratif en 1923-1924.